# Astragalus erythrotaenius
Astragalus erythrotaenius är en ärtväxtart som beskrevs av Pierre Edmond Boissier. Astragalus erythrotaenius ingår i släktet vedlar, och familjen ärtväxter. Inga underarter finns listade i Catalogue of Life.